# Unlocker
Unlocker — бесплатная утилита, разработанная Cedrick Collomb для ОС Microsoft Windows, которая позволяет разблокировать файлы, находящиеся в исключительном использовании программами, системными процессами или заблокированные системой. Позволяет определить процессы, обращающиеся к файлу, производить отложенное удаление файлов на стадии загрузки ОС.

## Описание
Unlocker способна разблокировать почти любой файл в операционной системе, который используется другим процессом, интегрирует в контекстное меню каждого элемента Windows (папки, ярлыки и прочие) новый пункт «Unlocker», который оперативно снимает блокировку с файла, к которому невозможно получить доступ. Оснащён поддержкой многих языков (включая русский язык), а также существует портативная версия для 32-битных и 64-разрядных операционных систем Microsoft Windows.

## Принцип работы
При щелчке по стандартному пункту контекстного меню «Удалить» файл удаляется, только если не занят каким-либо процессом, программой или пользователем. В противном случае, появляется системное сообщение о том, что доступ к файлу запрещён. При этом операционная система Windows не предоставляет информацию о причине блокировки файла. Пункт «Unlocker» же позволяет не только просмотреть список всех процессов, которые запрещают доступ к файлу, но и остановить эти процессы или освободить от них файл.
Unlocker позволяет производить такие команды над файлами, как копирование, удаление, перемещение или переименование. Поддерживается выполнение операций из командной строки. Опционально устанавливаемый компонент Unlocker Assistant отслеживает попытки удаления, перемещения или переименования заблокированных файлов и автоматически запускает Unlocker.

## История
Первая версия программы выпущена 24 апреля 2005 года. Начиная с версии 1.9.0 (5 июля 2010 года) Unlocker получил поддержку 64-битных ОС. Последняя версия 1.9.2 выпущена 16 мая 2013 года, по состоянию на 2025 год загрузить Unlocker с официального сайта невозможно.

## Критика
- С версии 1.9.0 установщик программы начал добавлять рекламные ярлыки[6].
- Установка программы в режиме «по умолчанию» сопровождается изменением стартовой страницы и поискового механизма, а также установкой потенциально нежелательных панелей инструментов в браузере пользователя[7].